# Foyer des enfants juifs à Oslo
Le foyer des enfants juifs à Oslo est un orphelinat fondé en 1939 sous l'égide de l'association Nansenhjelpen (« L'Aide Nansen »), organisation humanitaire créée en 1936 par Odd Nansen (fils du prix Nobel pour la paix Fridtjof Nansen). Le foyer visait à offrir un refuge aux enfants juifs pendant la Shoah ; toutefois, les enfants ont dû tous fuir pour échapper aux déportations quand la Norvège s'est trouvée sous occupation nazie pendant la Seconde Guerre mondiale (du 9 avril 1940 au 8 mai 1945),.

## Origines
Face à la montée du parti nazi, l'association Nansenhjelpen est fondée en 1936 pour secourir des groupes de personnes fragiles et les transporter depuis l'Europe centrale vers la Norvège. À l'origine, les membres de la Nansenhjelpen opèrent depuis l'Autriche mais, après l'Anschluss (annexion de l'Autriche par l'Allemagne), ils se déplacent vers la Tchécoslovaquie.
Nansenhjelpen s'appuie sur les travaux de deux adhérents, le psychiatre Leo Eitinger et Nora Lustig (qui est par la suite emprisonnée, déportée et assassinée dès son arrivée à Auschwitz), venus de Brno, afin de déposer une requête, pour raisons humanitaires, d'accueillir 100 enfants tchèques juifs menacés par le régime nazi. Le ministre de la justice n'accepte qu'avec réticence de livrer 22 enfants, en précisant qu'il serait « difficile de s'en débarrasser ».
En juin 1938, la Nansenhjelpen emmène 21 enfants juifs réfugiés, âgés de 7 à 9 ans, depuis Vienne (d'où leur surnom de Wienerbarna, « les enfants de Vienne ») jusqu'en Norvège sous prétexte d'une colonie de vacances dans la communauté juive de Norvège au chalet de Skui à Bærum. Une fois l'été terminé, compte tenu de la situation politique difficile à Vienne, il devient nécessaire d'établir un nouveau plan. Six parents choisissent de faire revenir leurs enfants à Vienne (aucun n'a survécu). Les autres enfants étaient attachés à des familles d'accueil juives locales, ce qui leur a permis de rester en Norvège, et ils sont installés dans des hébergements en location à Industrigaten puis dans un appartement acheté par la communauté juive à Oslo, à l'adresse Holbergsgate 21.
La première directrice de l'orphelinat, Nina Hasvold (née Hackel), est recrutée par la psychiatre norvégienne Nic Waal ; toutes deux ont fait connaissance à Berlin, en assistant à un séminaire sur les enfants. Hasvold vit dans l'appartement avec les enfants. L'une des directrices de la Nansenhjelpen, Sigrid Helliesen Lund, s'investit elle aussi dans l'installation de ce foyer,,.

## Les enfants du foyer
En 1938, l'appartement n'héberge plus que 15 enfants venus de Vienne. Toutefois, l'un d'entre eux n'y a jamais vécu car sa famille d'accueil, les Feinberg, a pensé qu'il valait mieux pour lui vivre chez elle. Le 26 novembre 1942, cet enfant et les Feinberg sont arrêtés ; déportés à Auschwitz le 1er décembre 1942, ils sont assassinés dès leur arrivée via les chambres à gaz.
Par la suite, deux garçons arrivent de Tchécoslovaquie à l'orphelinat ; l'un d'eux est Berthold Grünfeld (en).
Un adolescent norvégien de 16 ans vit aussi quelque temps au foyer à cause d'une situation difficile chez lui. À l'automne, il retourne chez ses parents ; il est arrêté avec son père et envoyé à Auschwitz Birkenau le 26 novembre 1942. Tous deux y sont assassinés.
En novembre 1942, lorsque les autorités nazies ordonnent de procéder à l'emprisonnement et à la déportation de tous les Juifs de Norvège, le foyer compte neuf garçons et cinq filles.

## Occupation de la Norvège par le Troisième Reich et fuite
Pendant l'occupation de la Norvège par le Troisième Reich, les conditions se dégradent progressivement pour la communauté juive du pays en général, y compris les habitants du foyer des enfants juifs. Même si Sigrid Helliesen Lund avait pris soin de détruire la liste complète des réfugiés tchèques juifs dès le 9 avril 1940, les autorités allemandes et celles du gouvernement finissent par découvrir le foyer.
Les papiers d'identité de Hasvold portent un « J » qui la catalogue comme juive. Après le 26 octobre 1942, elle doit chaque jour pointer au commissariat de Hegdehaugen (en). Depuis cette date, Hasvold et Waal commencent à échafauder des plans de fuite. Waal envoie Siegmund Korn, le garçon le plus âgé du foyer, muni de 10 000 NOK cachés dans ses bottes, au mari de la femme de ménage de l'orphelinat, Gudrun, afin de préparer sa fuite. Gudrun vit alors à Grorud et elle est membre du réseau de résistance.
Le 25 novembre 1942, une source confie à Helliesen Lund que les nazis comptent rafler tous les enfants juifs de Norvège, y compris ceux du foyer. Waal reçoit des renseignement identiques.
Le 26 novembre 1942, Hasvold réveille tôt les enfants du foyer et leur annonce que chacun doit emporter deux paires de leurs meilleurs vêtements, y compris les sous-vêtements, chaussettes, vestes, etc. Le groupe sort furtivement par les escaliers de secours, tandis que Waal attend dans la rue. Les plus jeunes partent avec Waal, qui les emmène chez une amie, Gerda Tanberg. Waal revient chercher les autres enfants, échappant de peu à une rencontre avec la police.
Quatorze enfants parviennent chez Tanberg, où ils reçoivent des rations limitées et doivent ramper pour se déplacer, en prenant garde de ne faire aucun bruit pour que personne ne remarque leur présence. Helliesen Lund aide Tanberg à recevoir des cartes de rationnement et elle maintient le contact avec Hasvold et Waal,.
Des membres du mouvement de résistance, dont Martin Solvang, conduisent les enfants en Suède. À leur arrivée dans ce pays, ils sont emmenés dans un centre de détention militaire puis à l'hôpital.
Les quatorze enfants ont survécu à la Shoah et, par la suite, se sont installés en Norvège, en Suède, en Argentine, au Royaume-Uni. À l'été 2007, tous sont encore en vie.

## Postérité
Parmi les personnes ayant participé à l'opération de sauvetage, sept reçoivent de Yad Vashem en 2006 le titre de Juste parmi les nations :
- Caroline (Nic) Waal, qui a orchestré la fuite en s'appuyant sur son réseau personnel d'amis et de proches ;
- Nina Hasvold, directrice du foyer ;
- Gerda Tanberg, qui a dissimulé les enfants dans son appartement à Ullern ;
- Martin Solvang, chauffeur de taxi qui s'est beaucoup investi dans le chemin de fer clandestin vers la Suède et qui a conduit les enfants à Elverum ;
- Ola Rauken, garde-frontière qui a emmené les enfants dans sa ferme et a parcouru à pied avec eux 17 kilomètres pour traverser la frontière ;
- Ola Breisjoberget ;
- et Sigrid Helliesen Lund[8], membre du Sivorg (no), qui s'est consacrée à sauver la vie des enfants, en préparant leur fuite et les provisions nécessaires[9].

En 2015, un film est tourné pour dépeindre le rôle de Hasvold pendant la Seconde Guerre mondiale : Les Enfants de Nina.

### Documentation
- Speech by Irene Levin at the Righteous Among the Nations citation (no)
- History of antisemitism in Norway, at the synagogue in Oslo (no)
- Roald Helgheim: Norge og jødane, in Dag og Tid (en), December 2, 1999 (no)